# Тереза Лихтенштейнская
Тереза Лихтенштейнская ((нем. Therese von Liechtenstein), при рождении Тереза Марта Мария Йозефа нем. Therese Maria Josepha Martha, 28 июля 1850, Замок Лихтенштейн — 13 марта 1938, Мюнхен) — принцесса Лихтенштейна, в браке — принцесса Баварская.

## Биография
Тереза родилась 28 июля 1850 года в замке Лихтенштейн в Австрии. Она была десятым ребенком и девятой дочерью в семье князя Лихтенштейна Алоиза II и его жены Франциски Кински фон Вхиниц и Теттау.
В возрасте 31 года Тереза вышла замуж за 29-летнего принца Баварского Арнульфа. Свадьба состоялась 12 апреля 1882 в Вене. У супругов родился единственный сын:
- Генрих (1884—1916) — погиб в Румынии во время Первой мировой, где воевал в составе Альпийского корпуса; женат не был, детей не имел.

Арнульф умер в Венеции в 1907 году. Тереза пережила его на тридцать лет и ушла из жизни 13 марта 1938 года. Похоронена рядом с мужем в Театинекирхе в Мюнхене.